# Realive
Pour les articles homonymes, voir Lazarus Project.
Pour plus de détails, voir Fiche technique et Distribution.
Realive (Proyecto Lazaro) est un film de science-fiction hispano-français écrit et réalisé par Mateo Gil, sorti en 2016.

## Synopsis
Marc Jarvis, trentenaire, apprend qu'il est atteint d'un cancer et décide de se faire cryogéniser. Dans les années 2080, il devient le premier mort cryogénisé jamais ressuscité. Mais il est hanté par ses souvenirs, en particulier ceux liés à la femme qu'il aimait, Naomi.

## Fiche technique
Sauf indication contraire, les informations mentionnées dans cette section peuvent être confirmées par la base de données cinématographiques IMDb,  présente dans la section « Liens externes ».
- Titre original : Proyecto Lazaro
- Titre international : Realive
- Titre provisoire : Project Lazarus
- Réalisation et scénario : Mateo Gil[1]
- Direction artistique : Alain Bainée
- Décors : Anna Pujol Tauler
- Costumes : Clara Bilbao
- Photographie : Pau Esteve Birba
- Montage : Guillermo de la Cal
- Musique : Lucas Vidal
- Production : Ibon Cormenzana et Ignasi Estapé
- Sociétés de production : Arcadia Motion Pictures ; Achaman Films AIE et Noodles Production (coproductions) ; Canal+ España, Scope Pictures et TVE (participations)
- Sociétés de distribution : Condor Entertainment (France)
- Pays d’origine :  Espagne /  France
- Langue originale : anglais
- Format : couleur - 35 mm - 2,35:1 - Son Dolby numérique
- Genre : science-fiction
- Durée : 107 minutes
- Dates de sortie :
  - Canada : 23 juillet 2016 (FanTasia)
  - Espagne : 7 octobre 2016 (Festival international du film de Catalogne de Sitges), 13 janvier 2017 (sortie nationale)
  - France : 30 octobre 2016 (Utopiales), 6 juin 2018 (sortie nationale).

## Distribution
- Tom Hughes (VF : Julien Chettle) : Marc Jarvis
- Charlotte Le Bon (VF : Fanny Gatibelza) : Elizabeth
- Oona Chaplin (VF : Sophie O) : Naomi
- Barry Ward (VF : Michaël Cermeno) : Dr West
- Julio Perillán (VF : Michel Barrio) : Dr Serra
- Bruno Sevilla : Charles

Version Française
- Société de doublage : AUDIOPROJECTS
- Direction Artistique : Fanny Gatibelza
- Traduction et adaptation : Jen-Paul Szybura
- Mixage : AUDIOPROJECTS

Réf: Carton du doublage DVD

## Sortie

### Accueil critique
En France, le site Allociné recense une moyenne des critiques presse de 2,5/5, et des critiques spectateurs à 3,5/5.

## Distinctions

### Récompenses
- Utopiales 2016 :
  - Grand prix du jury
  - Prix du public.